# Монтегаббьоне
Монтегаббьоне (итал. Montegabbione) — коммуна в Италии, располагается в регионе Умбрия, в провинции Терни.
Население составляет 1216 человек (2008 г.), плотность населения составляет 24 чел./км². Занимает площадь 51 км². Почтовый индекс — 5010. Телефонный код — 0763.
Покровителем коммуны почитается святой Иосиф Обручник, празднование 19 марта.

## Демография
Динамика населения:

## Администрация коммуны
- Официальный сайт: http://www.comune.montegabbione.tr.it/